# Алегзандрия (тауншип, Миннесота)
Алегзандрия (англ. Belle River) — тауншип в округе Дуглас, Миннесота, США. На 2000 год его население составило 350 человек.

## География
По данным Бюро переписи населения США площадь тауншипа составляет 93,1 км², из которых 92,6 км² занимает суша, а 0,5 км² — вода (0,53 %).

## Демография
По данным переписи населения 2000 года здесь находились 4760 человек, 1764 домохозяйства и 1393 семьи.  Плотность населения —  74.6 чел./км².  На территории тауншипа расположено 2044 постройки со средней плотностью 32.1 построек на один квадратный километр. Расовый состав населения: 98,36 % белых, 0,17 % афроамериканцев и 0,61 % приходится на две или более других рас.
Из 1764 домохозяйств в 36,8 % воспитывались дети до 18 лет, в 71,9 % проживали супружеские пары, в 5,2 % проживали незамужние женщины и в 21,0 % домохозяйств проживали несемейные люди. 16,6 % домохозяйств состояли из одного человека, при том 6,2 % из — одиноких пожилых людей старше 65 лет. Средний размер домохозяйства — 2,68, а семьи — 2.99 человека.
26,7 % населения младше 18 лет, 7,0 % в возрасте от 18 до 24 лет, 26,7 % от 25 до 44, 25,8 % от 45 до 64 и 13,9 % старше 65 лет. Средний возраст — 40 лет. На каждые 100 женщин приходилось 101,6 мужчин.  На каждые 100 женщин старше 18 приходилось 99,1 мужчин.
Средний годовой доход домохозяйства составлял 48 846 долларов, а средний годовой доход семьи —  55 901 доллар. Средний доход мужчин —  36 635  долларов, в то время как у женщин — 22 207. Доход на душу населения составил 24 514 долларов. За чертой бедности находились 4,3 % семей и 5,4 % всего населения тауншипа, из которых 5,5 % младше 18 лет.